# Wachlarzowiec właściwy

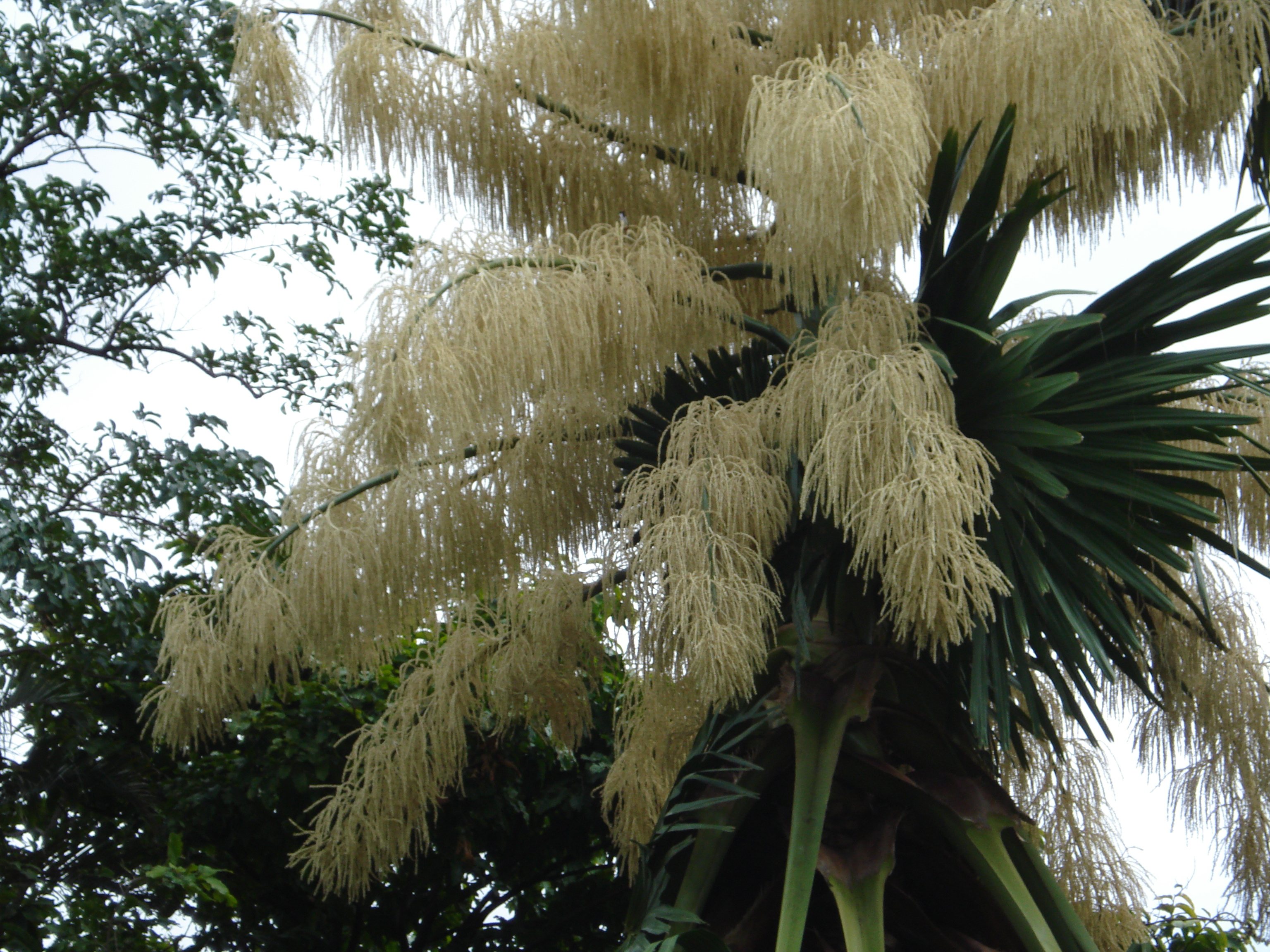
Kwiatostany

Wachlarzowiec właściwy (Corypha umbraculifera L.), często nazywany palmą wachlarzową – gatunek rośliny z rodziny arekowatych (popularnie nazywanych palmami). Pochodzi z Azji Południowo-Wschodniej. Pospolicie występuje w południowych Indiach i na Cejlonie.

## Morfologia
KłodzinaMasywna, z okrągłymi bliznami liściowymi. Osiąga wysokość do 25 m. Początkowo przez wiele lat w ogóle bez pnia.
LiściePióropusz składa się z wachlarzowatych liści o długości dochodzącej do 5 m. Liście zagięte w kształcie litery V, rozszczepione na końcach. Ogonki liściowe długości do 5 m.
KwiatyRoślina kwitnie tylko raz w ciągu życia, w wieku 50-60 lat, potem obumiera. Gatunek ten tworzy największy kwiatostan w całym królestwie roślin. Kwiatostany silnie rozgałęzione, o wysokości do 8 m, wyrastają ponad pióropuszem liści. Składają się z około 10 milionów pojedynczych drobnych kwiatów w kolorze białożółtawym.
OwoceNiemal kuliste, do 4 cm średnicy. W rok po zakwitnięciu na jednej palmie może się znajdować nawet do dwóch ton owoców.

## Zastosowanie
- Liście wykorzystywano jako parasole, do krycia dachów, jako materiał do pisania oraz na plecionki.
- Roślina ozdobna, sadzona w parkach i ogrodach.